# 七瀬亜深
七瀬 亜深（ななせ あみ、1985年9月27日 - ）は、日本の声優、女優。フリー。長崎県長崎市出身。

## 経歴
以前はJTBエンタテインメントに所属後、アトミックモンキーに所属。2020年5月末に約10年間所属していたアトミックモンキーを退所し、6月1日よりフリーランスで活動を続けることを報告した。

## 人物
方言は長崎弁
趣味はオセロ、ダンス、ゴルフ。
資格は危険物取扱者、毒劇物取扱者。

## 出演

### テレビアニメ
2008年
- イタズラなKiss（女子学生D、女子学生B）
- S・A〜スペシャル・エー〜（黒泉女子生徒、ネコ、女の子）
- ペルソナ 〜トリニティ・ソウル〜（娘）

2010年
- 夢色パティシエール（よもぎ）

2011年
- セイクリッドセブン（藍羽メイド隊S7 アミ）
- 森田さんは無口。（森田由美） - 2シリーズ

2013年
- イクシオン サーガ DT（受付嬢B）
- サーバント×サービス（母）
- 絶対防衛レヴィアタン（ワイバーン）
- ドラえもん（テレビ朝日版第2期）（主婦A）
- 遊☆戯☆王ZEXAL II（子供）
- BLAZBLUE ALTER MEMORY（娘）

2014年
- 魔法戦争（七瀬陽子）
- モモキュンソード（母）

2015年
- 監獄学園（田中マユミ、女子D）

2019年
- からくりサーカス（母親）
- エッグカー（2019年 - 2020年、タッチ）

2020年
- ちはやふる3（周防久志〈子供時代〉）

### 映画
2009年
- カンナさん大成功です!#映画（日本版）（女子中学生（編みメーションpart声））

2012年
- セイクリッドセブン 銀月の翼（藍羽メイド隊S7 アミ）
- おおかみこどもの雨と雪

2015年
- ガールズ&パンツァー 劇場版（細見）

2016年
- 映画 妖怪ウォッチ 空飛ぶクジラとダブル世界の大冒険だニャン!（ニャーKB）

2017年
- クレヨンしんちゃん 襲来!!宇宙人シリリ（温泉店員）

### OVA
- ガールズ&パンツァー 最終章（2017年 - 2023年、カトラス、細見静子[9]）

### ゲーム
2012年
- 喋る！海賊ファンタジア（轟雷将ハーディー、他）

2013年
- ブランチ☆パニック（おねえさん）
- XBLAZE CODE:EMBRYO（久音の母）
- マブラヴ オルタネイティヴ クロニクルズ WAR Rensenble（横山佐和子）
- サウザンドメモリーズ（氷菓の一時アイドラ、燐苅の探求人マルーン）

2014年
- 刻のイシュタリア (水際の淑女オリアス、女神イリベムヴェルティ、武装給仕マイア)
- ヒーローズプレイスメント（千蔵つばさ）
- 白猫プロジェクト（ハオ・フォンラン、シャロン・スワロウテイル）
- マブラヴ オルタネイティヴ トータル・イクリプス - PC版

2015年
- 憂世ノ志士（千葉佐奈）
- 幻獣契約クリプトラクト（2015年 - 2023年、フローゼ、アリア、メリカ、フェスティ）
- モン娘☆は〜れむ（リーフォウ）

2016年
- 鏡界の白雪
- Heaven×Inferno（リリム）
- ワールドチェイン（ヘリオガバルス）
- ガールズ&パンツァー 戦車道、極めます!（細見、カトラス）

2017年
- 崩壊3rd（姫軒轅）
- Let It Die（虎井凛）
- ドラゴンハート（サキュバス、ヴァルキリー）
- ファンタジースクワッドW（アンナ）
- ヘリックスホライゾン～HELIX HORIZON～（修伊）
- Ragnarok～ヴァルハラサーガ（ラーン）
- 夜空には翠星が瞬く。（ツィー）

2018年
- ガールズ&パンツァー ドリームタンクマッチ（細見）
- 共闘ことばRPG コトダマン（コクハク、クルミ、モエキュン）
- ドールズフロントライン（Super-Shorty、AK5）
- 神無月（幻天姫）

2019年
- ガールズ&パンツァー ドリームタンクマッチDX（細見）
- ガーディアン・プロジェクト（吹雪、ボイシ）

### ラジオ
- るり色輪廻 〜ラジオはじめて物語〜（音泉：2007年12月25日 - 2008年03月18日）
- 大喜利四賢者の「オレたちしんけんじゃ!」（BBstation：週替わりアシスタント、2011年4月18日 - ）
- 亜深・瑠璃子のあと30分あるよ!（BBstation：パーソナリティー、2012年12月10日 - 2014年3月31日）
- 七瀬亜深の本気!アニラブ（超!A&G+：2014年10月9日 - 2015年3月19日[15]）
- ガールズ＆パンツァーRADIO 知波単学園、ラジオ突撃！（2019年、音泉）

### ラジオドラマ
- ヘミッシロボ　ボケミハチマチ　(2013年　記憶をなくしたフリをしてヘミッシエネルギー研究所に潜入した山ボンクボ帝国のスパイ子)

### ボイスドラマ
- ウインドブレイカー壊　(2013年　六面 率子)

### ドラマCD
- るり色輪廻どらま×うた×らじお（茅乃潮・珊瑚）
- アキハバラフォーリンラブ(子供)
- プレイゾーン〜肉食彼氏と快感天使〜（スタッフ[16]）
- 妄想ボイスCDシリーズ　方言CD（長崎県担当）
- デンキ街の本屋さん
- 新條君と笹原君（植物系女子、他）
- 花のみぞ知る（かなみ）
- 丸角屋の嫁とり（荘太の子供時代）
- セイクリッドセブン ドラマ・キャラクターCDII Fragment of S7 鏡 誠×藍羽メイド隊S7（藍羽メイド隊S7 アミ）
- ガールズ&パンツァー劇場版 ドラマCD5「新しい友達が出来ました！」（細見）
- 誰かこの状況を説明してください!〜契約から始まったふたりのその後〜（ヴィオラ[17]）
- ガールズ&パンツァー最終章 ドラマCD4「おやつの時間はまだかしら♪」(カトラス)

### ディスコグラフィ
- セイクリッドセブン メイドアルバム「はんどめいと☆そうるめいと」（【Love Cycle】【乙女の翼】 / 藍羽メイド隊S7 アミ名義）
- 超A&G「本気!アニラブ～オールスターズ」（【目の前の君を信じてる】 / FAMILEA名義）

### デジタルコミック
- UULAマンガ 砂の栄冠（2014年、遠藤蘭[18]）

### テレビ
- News!371〜声優〜（ゲスト出演、エンタ!371）

### 舞台
- 蜘蛛之巣医院（三鈴ユカリ、東京ミュージックカレッジクロスホール）
- 星の十字軍（女5、埼玉芸術劇）
- 朗読劇「クリスマスの輝石たち」（木星劇場　2015年）

### その他
- 鴨シー検定（ナレーション、鴨川シーワールド）
- 着ボイス（サクセスネットワーク）
- 南明奈 卒業記念ファンクラブ イベント（司会）
- 鷲崎健「I Love You」のある世界 PV（主演女優）
- 新潟市アニメプロジェクト「“古町と団五郎”～ムーンストーンを探せ！～」（リップ）
- AT-X　ウチの夏フェス2015!（フレッシュ夏フェス隊として参加　2015年）
- PS4「バイオハザードアンブレラコア」(アンブレラコアガールズとして活動　青木瑠璃子、七瀬亜深、前川涼子　2016年）[19]
- audiobook.jp「教団X」ナレーション（2016年）
- Amazonオーディオブック「くちびるに歌を」ナレーション（2018年）